# Маркес, Фернандо
Хо́се Ферна́ндо Марке́с Марти́н (исп. Jose Fernando Marqués Martín; род. 4 декабря 1984, Мадрид, Испания) — испанский футболист, полузащитник.

## Карьера
Маркес начал профессиональную карьеру с клуба «Райо Вальекано». Отыграв 2 сезона за клуб «Райо Вальекано», он перешёл в «Расинг». С 2004 по 2006 годы выступал на правах аренды за «Атлетико Мадрид». В 2006 выступал за команду «Кастельон», пока не был куплен «Атлетико Мадридом» в том же году. В сезоне 2008/09 защищал цвета греческого клуба «Ираклис». После этого играл за «Эспаньол». В 2010 году перешёл в клуб «Парма». Через два года контракт с ним был расторгнут.